# Karl Bender (Schauspieler)

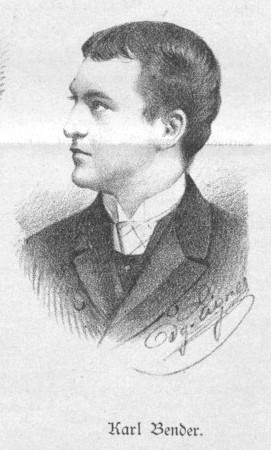
Karl Bender (von Ignaz Eigner, 1891)

Karl Bender, auch Carl Bender, (* 29. April 1864 in Wiesbaden; † 10. Oktober 1910 in Coburg) war ein deutscher Schauspieler.

## Leben
Bender war ein Schüler des königlich preußischen Hofschauspielers Max Köchy und von Franz Bethke. Er gab sein Debüt 1883 am Stadttheater Dortmund als König Claudius in Hamlet. Es folgten Engagements am Stadttheater Lübeck, am Wiener Volkstheater, am Deutschen Theater Berlin, am Hoftheater Dessau und an Bühnen in Oldenburg, Bremen und New York. In der Spielzeit 1900/01 wirkte Bender am Deutschen Schauspielhaus Hamburg und war seit 1901 Mitglied des Verbands des Hoftheaters Coburg-Gotha.
Bender machte sich auch einen Namen als Rezitator, insbesondere in seiner Bearbeitung des Stücks Renaissance von Graf Arthur de Gobineau.